# Gonzalo Gómez de Luque
Gonzalo Gómez de Luque fue un poeta español del siglo XVI, nacido en Córdoba. Es autor de la obra titulada Libro primero de los famosos hechos del príncipe Celidón de Iberia (Alcalá de Henares, 1583). Se conservan varias composiciones suyas al frente de obras de otros autores.

### Obra
Dedica el Libro primero de los famosos hechos del príncipe Celidón de Iberia (Alcalá de Henares, 1583) al rey Felipe II, y fue publicado en Alcalá por Juan Iñaguez Lequeria. Es un poema caballeresco en cuarenta cantos de octava rima, y por su argumento se relaciona con los dedicados a los Amadises, puesto que Alberto, padre de don Celidón, estuvo casado con Aurelía, hija del emperador de Constantinopla, ciudad en la que pasan muchas de las aventuras descritas en el poema. La obra figura en el largo catálogo de libros de caballería escritos en castellano. Estudiada poco como el resto de los poemas caballerescos, solo mereció elogio por parte de Cervantes; el resto han sido censuras de los otros autores que alguna vez se han referido a ella. Cervantes no hizo luego mención de este libro en el escrutinio de la librería del ingenioso hidalgo Don Quijote.
Hay poemas suyos en una serie de libros:
- En el Jardín Espiritual de Padilla.
- En el Cancionero, de Gabriel López Maldonado, se encuentran las octavas “Donde de flores variedad no poca”.
- En los Discursos morales de Juan Mora.
- En la anatomía de Andrés León, donde los primeros versos dicen:

Decir de un alta empresa, donde en prosa
es medicina dada a cualquier duda,  
si la amada salud se trueca y muda
o se destempla acaso alguna cosa
Es relevante el hecho de Gonzalo aparezca citado por Cervantes entre los ingenios andaluces que celebra en el «Canto de Calíope» de La Galatea. Allí se le hace la siguiente glosa:
Tú, que de Celidón, con dulce plectro,
Heciste resonar el nombre y fama,
cuyo admirable y bien limado metro
a lauro y triunfo te convida y llama,
recibe el mando, la corona y cetro,
Gonzalo Gómez, de esta que te ama,
en señal que merece tu persona

el justo señorío de Helicona.
De hecho, las conexiones entre Cervantes y Gómez de Luque van más allá de este poema. El libro primero del poema de Gómez de Luque, loado sin tasa por Miguel de Cervantes en La Galatea, lleva aprobación de Pedro Laínez. Gómez de Luque colabora no solo con Cervantes y Laínez, sino que también con otros intelectuales del “Canto de Calíope”, como son Gabriel López Maldonado, don Luis de Vargas, Pedro de Padilla, Pedro Liñán de Riaza. 